# Diocesi di Laval

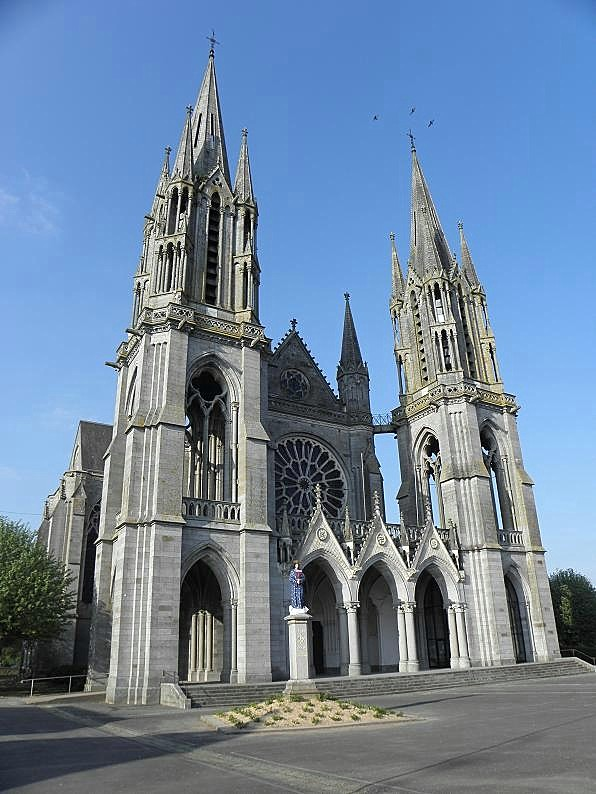
La basilica di Nostra Signora di Pontmain.

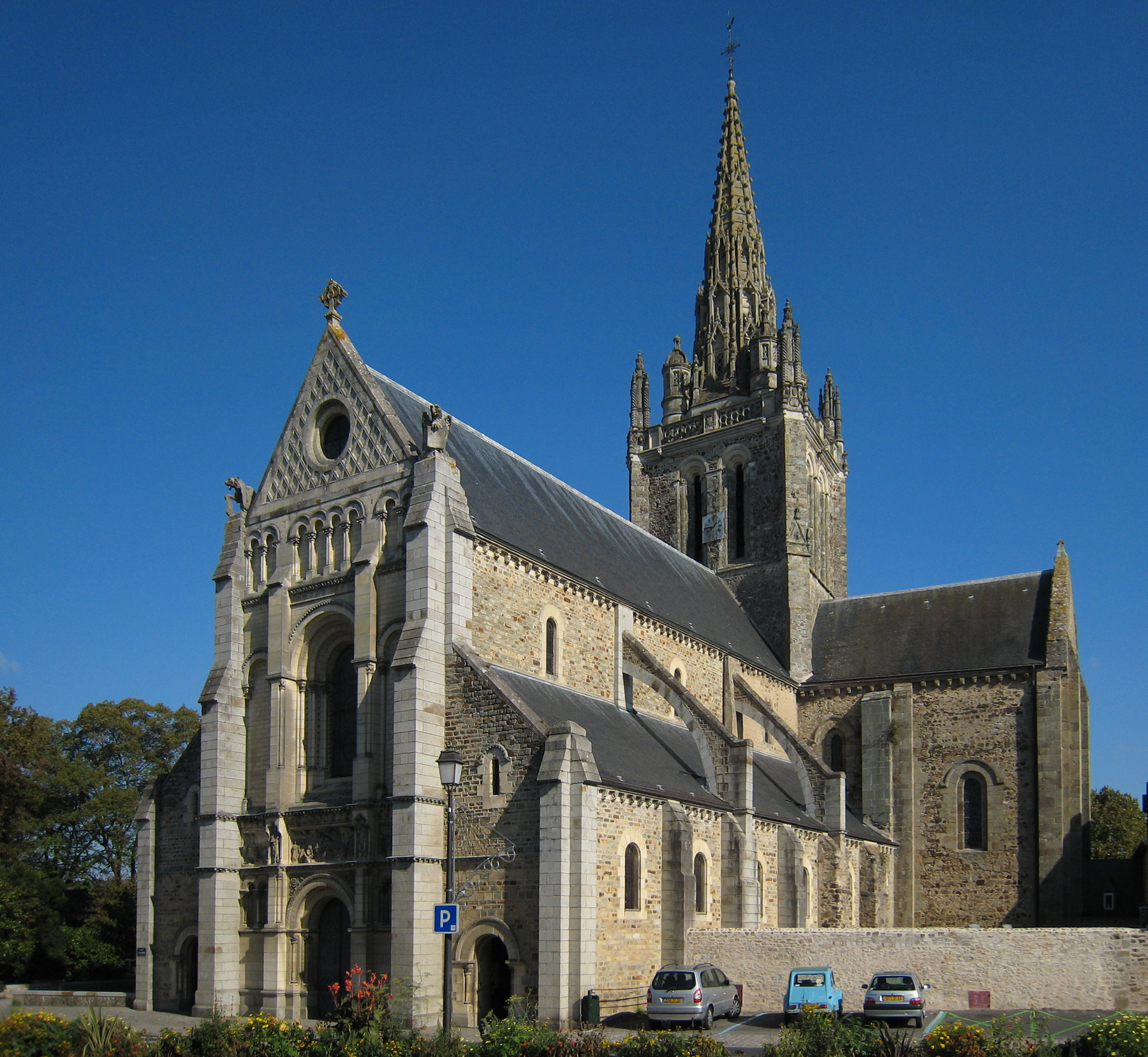
La basilica di Notre-Dame d'Avesnières.

La diocesi di Laval (in latino Dioecesis Valleguidonensis) è una sede della Chiesa cattolica in Francia suffraganea dell'arcidiocesi di Rennes. Nel 2021 contava 282.200 battezzati su 307.084 abitanti. È retta dal vescovo Matthieu Dupont.

## Territorio
La diocesi comprende il dipartimento francese della Mayenne.
Sede vescovile è la città di Laval, dove si trova la cattedrale della Santissima Trinità. Nel territorio diocesano sorgono 4 basiliche minori: la basilica di Nostra Signora della Speranza a Pontmain; la basilica di Notre-Dame d'Avesnières; la basilica di Nostra Signora della Spina a Évron; la basilica di Nostra Signora dei Miracoli a Mayenne.
Il territorio si estende su 5.175 km² ed è suddiviso in 31 parrocchie, raggruppate in 8 decanati.

## Storia
L'attuale territorio diocesano apparteneva nell'Ancien régime alle diocesi di Le Mans e di Angers. In epoca rivoluzionaria, a seguito della costituzione civile del clero, il 17 febbraio 1790 era stata eretta una diocesi costituzionale, comprensiva del dipartimento della Mayenne, che non venne riconosciuta dalla bolla Qui Christi Domini di papa Pio VII del 29 novembre 1801. Il suo territorio entrò a far parte interamente della diocesi di Le Mans.
Il concordato del 1817 prevedeva la creazione della diocesi di Laval, ma il progetto non andò in porto.
La diocesi è stata eretta il 30 giugno 1855 con la bolla Proprium fuit semper di papa Pio IX, ricavandone il territorio dalla diocesi di Le Mans. Originariamente era suffraganea dell'arcidiocesi di Tours. Fu eretta a cattedrale la chiesa della Trinità; una benefattrice, Madame Berset de Vaufleury, aveva donato allo Stato, a condizione che fosse istituita la diocesi, un palazzo di sua proprietà perché divenisse il palazzo episcopale e un vasto terreno per la costruzione del seminario.
Primo vescovo fu Casimir Wicart, trasferito da Fréjus il 28 settembre 1855, che fece il suo ingresso solenne in diocesi il 20 novembre successivo. Al Wicart si deve l'organizzazione della nuova diocesi, la costruzione del seminario, l'istituzione del capitolo della cattedrale, delle missioni parrocchiali.
Il 17 gennaio 1871 la Vergine sarebbe apparsa a quattro fanciulli, promettendo loro che Laval sarebbe stata risparmiata dalla guerra che in quel momento vedeva di fronte Francia e Prussia. Il vescovo Wicart si affrettò a riconoscere l'autenticità delle apparizioni e dette avviò alla costruzione della basilica di Pontmain, meta di pellegrinaggio.
I successori di Wicart non ebbero molta fortuna: Le Hardy du Marais aveva una salute cagionevole e non poté fare molto per la diocesi; Maréchal morì improvvisamente un mese dopo il suo ingresso in diocesi; Bougaud morì d'infarto qualche mese dopo la sua installazione; Cléret fu colpito da paralisi quattro anni dopo la sua nomina e due anni dopo morì.
Nel 1896 fu nominato vescovo Pierre-Joseph Geay, uomo energico e di tendenze liberali, che si scontrò aspramente con l'anima più conservatrice della sua diocesi. La distanza tra le due anime della diocesi si fece sempre più acuta nel corso dell'episcopato di Geay e dalla discussione sui principi e sulle idee si passò agli attacchi personali contro il vescovo, il quale, esasperato per una situazione divenuta per lui sempre più insopportabile, dette le dimissioni nel 1904.
Dopo un anno e mezzo di sede vacante, fu nominato vescovo nel 1906 Eugène-Jacques Grellier, che riuscì a riportare la calma nella sua diocesi, e in trent'anni di episcopato riorganizzò la diocesi, che rimaneva essenzialmente di carattere rurale.
Negli anni sessanta del XX secolo la diocesi visse un periodo di crisi, come molte altre diocesi francesi di quel periodo, in cui circa trenta sacerdoti abbandonarono il ministero.
Con le ordinanze episcopali del maggio del 1997 e dell'agosto del 1998, l'organizzazione territoriale è stata completamente rivista, con la soppressione di numerose parrocchie e la loro riduzione dalle quasi 300 del 1990 alle attuali 31.
L'8 dicembre 2002, con la riorganizzazione delle circoscrizioni diocesane francesi, è entrata a far parte della provincia ecclesiastica di Rennes.

## Cronotassi dei vescovi
Si omettono i periodi di sede vacante non superiori ai 2 anni o non storicamente accertati.
- Casimir-Alexis-Joseph Wicart † (28 settembre 1855 - 3 maggio 1876 dimesso)
- Jules-Denis-Marie-Dieudonné Le Hardy du Marais † (26 giugno 1876 - 20 giugno 1886 deceduto)
- Victor Maréchal † (26 maggio 1887 - 21 settembre 1887 deceduto)
- Louis-Victor-Emile Bougaud † (25 novembre 1887 - 7 novembre 1888 deceduto)
- Jules Cléret † (30 dicembre 1889 - 23 gennaio 1895 deceduto)
- Pierre-Joseph Geay † (25 giugno 1896 - 30 agosto 1904 dimesso[3])
- Eugène-Jacques Grellier † (21 febbraio 1906 - 15 giugno 1936 dimesso[4])
- Joseph-Jean-Yves Marcadé † (20 agosto 1936 - 10 luglio 1938 dimesso[5])
- Paul-Marie-André Richaud † (27 luglio 1938 - 10 febbraio 1950 nominato arcivescovo di Bordeaux)
- Maurice-Paul-Jules Rousseau † (14 giugno 1950 - 28 febbraio 1962 dimesso[6])
- Charles-Marie-Jacques Guilhem † (28 febbraio 1962 succeduto - 31 dicembre 1969 dimesso[7])
- Paul-Louis Carrière † (31 dicembre 1969 succeduto - 10 marzo 1984 ritirato)
- Louis-Marie Billé † (10 marzo 1984 - 5 maggio 1995 nominato arcivescovo di Aix)
- Armand Maillard (2 agosto 1996 - 11 settembre 2007 nominato arcivescovo di Bourges)
- Thierry Scherrer (21 maggio 2008 - 11 aprile 2023 nominato vescovo di Perpignano-Elne)
- Matthieu Dupont, dal 9 gennaio 2024

## Statistiche
La diocesi nel 2021 su una popolazione di 307.084 persone contava 282.200 battezzati, corrispondenti al 91,9% del totale.
| anno | popolazione | popolazione | popolazione | presbiteri | presbiteri | presbiteri | presbiteri                | diaconi | religiosi | religiosi | parrocchie |
| anno | battezzati  | totale      | %           | numero     | secolari   | regolari   | battezzati per presbitero | diaconi | uomini    | donne     | parrocchie |
| ---- | ----------- | ----------- | ----------- | ---------- | ---------- | ---------- | ------------------------- | ------- | --------- | --------- | ---------- |
| 1950 | 253.500     | 254.479     | 99,6        | 614        | 538        | 76         | 412                       |         | 125       | 1.500     | 297        |
| 1970 | ?           | 252.762     | ?           | 427        | 382        | 45         | ?                         |         | 56        | 995       | 295        |
| 1980 | 220.000     | 262.025     | 84,0        | 374        | 341        | 33         | 588                       |         | 61        | 965       | 295        |
| 1990 | 233.000     | 276.000     | 84,4        | 312        | 275        | 37         | 746                       |         | 86        | 785       | 289        |
| 1999 | 278.000     | 293.000     | 94,9        | 257        | 220        | 37         | 1.081                     | 6       | 80        | 544       | 31         |
| 2000 | 270.000     | 285.310     | 94,6        | 252        | 213        | 39         | 1.071                     | 6       | 79        | 572       | 31         |
| 2001 | 280.000     | 285.338     | 98,1        | 239        | 202        | 37         | 1.171                     | 8       | 111       | 547       | 31         |
| 2002 | 280.000     | 285.338     | 98,1        | 200        | 193        | 7          | 1.400                     | 7       | 46        | 649       | 31         |
| 2003 | 275.000     | 285.338     | 96,4        | 219        | 180        | 39         | 1.255                     |         | 83        | 492       | 31         |
| 2004 | 275.000     | 285.338     | 96,4        | 231        | 191        | 40         | 1.190                     | 11      | 84        | 522       | 31         |
| 2013 | 279.500     | 305.147     | 91,6        | 157        | 112        | 45         | 1.780                     | 21      | 75        | 343       | 31         |
| 2016 | 282.783     | 307.587     | 91,9        | 139        | 89         | 50         | 2.034                     | 22      | 74        | 287       | 31         |
| 2019 | 283.000     | 307.940     | 91,9        | 127        | 65         | 62         | 2.228                     | 24      | 87        | 249       | 31         |
| 2021 | 282.200     | 307.084     | 91,9        | 110        | 59         | 51         | 2.565                     | 23      | 80        | 207       | 31         |

## Istituti religiosi presenti in diocesi
Nel 2013 contavano case in diocesi i seguenti istituti religiosi:
- Carmelitane
- Benedettine dell'adorazione perpetua del Santissimo Sacramento
- Canonichesse regolari ospedaliere della misericordia di Gesù
- Canonici regolari della Congregazione di Maria Madre del Redentore
- Cistercensi della stretta osservanza
- Figlie del Sacro Cuore di Maria di La Flèche
- Figlie della Carità di San Vincenzo de' Paoli
- Figlie dello Spirito Santo
- Francescane ospedaliere e istitutrici dell'Immacolata Concezione
- Fratelli delle scuole cristiane
- Fratelli missionari delle campagne
- Fraternità San Vincenzo Ferrer
- Missionari oblati di Maria Immacolata
- Piccole suore di Maria Madre del Redentore
- Piccole suore di San Francesco d'Assisi

- Religiose ospedaliere di San Giuseppe
- Società delle Figlie del Cuore di Maria
- Suore del Sacro Cuore di Gesù
- Suore dell'educazione cristiana
- Suore dell'Immacolata Concezione di Saint-Méen-le Grand
- Suore della carità di Nostra Signora
- Suore della Provvidenza di Pommeraye
- Suore della Sacra Famiglia di Bordeaux
- Suore delle campagne
- Suore di Cristo Redentore di Fougères
- Suore di Nostra Signora della Misericordia
- Suore di San Francesco d'Assisi
- Suore Marianite di Santa Croce
- Trappiste